# Mendoncia
Mendoncia is een geslacht uit de acanthusfamilie (Acanthaceae). De soorten uit het geslacht komen voor in Mexico, Centraal-Amerika, tropisch Zuid-Amerika, tropisch Afrika en op het eiland Madagaskar.

## Soorten
- Mendoncia albiflora Leonard
- Mendoncia antioquiensis Wassh.
- Mendoncia aspera Ruiz & Pav.
- Mendoncia aurea Leonard
- Mendoncia bahiensis Profice
- Mendoncia bivalvis (L.f.) Merr.
- Mendoncia blanchetiana Profice
- Mendoncia brenesii Standl. & Leonard
- Mendoncia camerounensis Breteler & Wieringa
- Mendoncia caquetensis Leonard
- Mendoncia cardonae Leonard
- Mendoncia clavulus Wassh.
- Mendoncia coccinea Vell.
- Mendoncia combretoides (A.Chev. ex Hutch. & Dalziel) Benoist
- Mendoncia cordata Leonard
- Mendoncia coriacea Wassh.
- Mendoncia costaricana Oerst.
- Mendoncia cowanii (S.Moore) Benoist
- Mendoncia crenata Lindau
- Mendoncia cuatrecasasii Leonard
- Mendoncia decaryi (Benoist) E.Magnaghi
- Mendoncia delphina E.Magnaghi
- Mendoncia flagellaris (Baker) Benoist
- Mendoncia floribunda (Pierre) Benoist
- Mendoncia garciae Leonard
- Mendoncia gigas Lindau
- Mendoncia gilgiana (Lindau) Benoist
- Mendoncia gilva Leonard
- Mendoncia glabra Poepp.
- Mendoncia glabrescens Leonard
- Mendoncia glomerata Leonard
- Mendoncia gracilis Turrill
- Mendoncia guatemalensis Standl. & Steyerm.
- Mendoncia hitchcockii Wassh.
- Mendoncia hoffmannseggiana Nees
- Mendoncia hymenophyllacea Rizzini
- Mendoncia iodioides (S.Moore) Heine
- Mendoncia kely E.Magnaghi
- Mendoncia killipii Leonard
- Mendoncia klugii Leonard
- Mendoncia lasiophyta Leonard
- Mendoncia leucantha Leonard
- Mendoncia lindaviana (Gilg) Benoist
- Mendoncia lindavii Rusby
- Mendoncia litoralis Leonard
- Mendoncia meyeniana Nees
- Mendoncia microchlamys Leonard
- Mendoncia mirabilis Leonard
- Mendoncia mollis Lindau
- Mendoncia multiflora Poepp.
- Mendoncia mutisii Leonard
- Mendoncia neblinensis Wassh.
- Mendoncia obovata Lindau
- Mendoncia odorata Leonard
- Mendoncia orbicularis Turrill
- Mendoncia pedunculata Leonard
- Mendoncia pennellii Leonard
- Mendoncia peruviana Leonard
- Mendoncia phalacra Leonard
- Mendoncia phytocrenoides (Gilg ex Lindau) Benoist
- Mendoncia pilosa Mart.
- Mendoncia puberula Mart.
- Mendoncia quadrata Wassh.
- Mendoncia rabiensis Breteler & Wieringa
- Mendoncia retusa Turrill
- Mendoncia rizziniana Profice
- Mendoncia robusta Rusby
- Mendoncia rosea Leonard
- Mendoncia rotundifolia Poepp.
- Mendoncia sericea Leonard ex Wassh.
- Mendoncia smithii Leonard
- Mendoncia speciosa Nees
- Mendoncia spraguei Turrill
- Mendoncia sprucei Lindau
- Mendoncia squamuligera Nees
- Mendoncia steyermarkii Wassh.
- Mendoncia tarapotana Lindau
- Mendoncia tessmannii Mildbr.
- Mendoncia tetragona Leonard
- Mendoncia tomentosa Poepp. ex Nees
- Mendoncia tonduzii Turrill
- Mendoncia tovarensis (Klotzsch & H.Karst. ex Nees) Leonard
- Mendoncia trichota Leonard
- Mendoncia velloziana Mart.
- Mendoncia villosa (Klotzsch & H.Karst. ex Nees) Leonard
- Mendoncia vinciflora Benoist
- Mendoncia williamsii Wassh.
- Mendoncia zarucchii Wassh.

... · 
Acanthopsis · 
Acanthus · 
Achyrocalyx · 
Afrofittonia · 
Ambongia · 
Ancistranthus · 
Andrographis · 
Angkalanthus · 
Anisacanthus · 
Anisosepalum · 
Anisotes · 
Anomacanthus · 
Aphanosperma · 
Aphelandra · 
Ascotheca · 
Asystasia · 
Avicennia · 
Ballochia · 
Barleria · 
Barleriola · 
Blepharis · 
Borneacanthus · 
Boutonia · 
Brachystephanus · 
Bravaisia · 
Brillantaisia · 
Brunoniella · 
Calacanthus · 
Calycacanthus · 
Camarotea · 
Carlowrightia · 
Celerina · 
Cephalacanthus · 
Chalarothyrsus · 
Chamaeranthemum · 
Chileranthemum · 
Chlamydacanthus · 
Chlamydocardia · 
Chorisochora · 
Chroesthes · 
Clinacanthus · 
Clistax · 
Codonacanthus · 
Conocalyx · 
Cosmianthemum · 
Crabbea · 
Crossandra · 
Crossandrella · 
Cyclacanthus · 
Cynarospermum · 
Cyphacanthus · 
Danguya · 
Dasytropis · 
Dichazothece · 
Dicladanthera · 
Dicliptera · 
Dischistocalyx · 
Duosperma · 
Dyschoriste · 
Ecbolium · 
Echinacanthus · 
Elytraria · 
Encephalosphaera · 
Eranthemum · 
Eremomastax · 
Filetia · 
Fittonia · 
Forcipella · 
Glossochilus · 
Graphandra · 
Graptophyllum · 
Gymnostachyum · 
Gypsacanthus · 
Hansteinia · 
Haplanthodes · 
Harpochilus · 
Hemigraphis · 
Henrya · 
Herpetacanthus · 
Heteradelphia · 
Holographis · 
Hoverdenia · 
Hulemacanthus · 
Hygrophila · 
Hypoestes · 
Ichthyostoma · 
Isoglossa · 
Isotheca · 
Jadunia · 
Justicia · 
Kalbreyeriella · 
Kosmosiphon · 
Kudoacanthus · 
Lankesteria · 
Leandriella · 
Lepidagathis · 
Megalochlamys ·
Ruellia · 
Strobilanthes · 
Thunbergia · 
...